# Basisreproduktionszahl
Die Basisreproduktionszahl ({\displaystyle R_{0}}; „R Null“ gesprochen), gelegentlich auch Basisreproduktionsrate genannt, ist – wie auch die Nettoreproduktionszahl ({\displaystyle R} bzw. {\displaystyle R_{t}}) – ein Begriff aus der Infektionsepidemiologie, mit dem die Ausbreitung des Erregers einer Infektionskrankheit unter bestimmten Bedingungen in einer Population beschrieben wird.
Die Basisreproduktionszahl ist ein Maß dafür, wie wirksam sich ein Infektionserreger durch erfolgreiche Übertragungen von einem auf andere Individuen in einer Population ausbreitet, mit denen Infektionsfälle sich zu Beginn reproduzieren. Diese Reproduktionszahl {\displaystyle R_{0}} ist der zu erwartende durchschnittliche Wert (Erwartungswert) für die Anzahl sekundärer Fälle, die durch einen einzelnen (primären) Fall eines (typisch) infektiösen Individuums während dessen gesamter Infektionsperiode in einer gänzlich empfänglichen Population hervorgerufen werden – also zu Beginn einer Epidemie vor Entwicklung spezifischer Immunität und bevor besondere Maßnahmen zum Infektionsschutz ergriffen wurden. Sie entspricht damit im weiteren Verlauf einer Epidemie nicht der tatsächlich – infolge Abnahme empfänglicher Individuen und als Folge eventueller Anwendungen oder Aufhebungen ausbreitungshinderlicher Maßnahmen veränderten – zu einem bestimmten Zeitpunkt auftretenden Nettoreproduktionszahl {\displaystyle R_{t}} bzw. der effektiven Reproduktionszahl.
{\displaystyle R_{0}} ist keine biologische Konstante für einen Erreger, da sie wesentlich auch von anderen Faktoren wie den Umweltbedingungen und dem Verhalten der infizierten Bevölkerung beeinflusst wird. Darüber hinaus werden {\displaystyle R_{0}}-Werte in der Regel anhand mathematischer Modelle geschätzt, und die geschätzten Werte hängen dann vom verwendeten Modell und den Werten anderer Parameter ab. Es macht einen Unterschied, ob die Werte für die ganze Bevölkerung eines Landes erhoben werden und somit teilweise sehr grobe Durchschnittszahlen ermittelt werden oder nur ein Ausbruch in kleinerem Maßstab betrachtet wird, ob Warnhinweise erfolgt sind und von der Bevölkerung befolgt werden, Abstands- oder Quarantäneregeln in Kraft gesetzt wurden. Die Basisreproduktionszahl lässt Schlüsse auf die Dynamik eines Krankheitsausbruchs zu, ist aber isoliert betrachtet wenig aussagekräftig. Daher wird oft zusätzlich der Überdispersionsparameter hinzugezogen. Dieser kann als Maß für die Wirkung von Superspreading interpretiert werden und gibt den Grad der Überdispersion an. Beide Parameter lassen sich gemeinsam mittels statistischer Verfahren schätzen.

## Verwendung der Basisreproduktionszahl

Schematische Darstellung der Anzahl von Infizierten im Modell für unterschiedliche Werte der Reproduktionszahl bei einer angenommenen Generationszeit von 4 Tagen und einer Anfangszahl von 1000 Infizierten

Mit Hilfe der Basisreproduktionszahl {\displaystyle R_{0}} kann man abschätzen, wie die Ausbreitung einer übertragbaren Krankheit zum Beginn einer Epidemie verläuft und welcher Anteil der Bevölkerung immun bzw. durch Impfung immunisiert sein muss, um eine Epidemie zu verhindern. In häufig verwendeten Infektionsmodellen kann sich die Infektion in einer Population ausbreiten, wenn {\displaystyle R_{0}>1} ist, nicht aber, wenn {\displaystyle R_{0}<1} ist. Im Allgemeinen gilt: Je größer der Wert von {\displaystyle R_{0}}, desto schwieriger ist es, die Epidemie unter Kontrolle zu halten. Die Basisreproduktionszahl {\displaystyle R_{0}} bezieht sich auf eine Population, in der alle Menschen für die Infektion empfänglich sind, also insbesondere keine Personen resistent sind. Sie wird durch Kontagiosität, die Populationsdichte und den Grad der Durchmischung der Bevölkerung bestimmt. Die Durchmischung ist ein Maß dafür, wie homogen die Interaktionen innerhalb der Bevölkerung sind; sie ist z. B. kleiner, wenn Menschen Gruppen bilden und vorzugsweise mit Menschen in ihrer eigenen Gruppe interagieren. Die Basisreproduktionszahl kann daher für denselben Erreger in verschiedenen Bevölkerungen höchst unterschiedlich ausfallen. Aus der Basisreproduktionszahl kann berechnet werden, wie hoch der immunisierte Anteil der Bevölkerung sein muss, um eine ausreichende Herdenimmunität dafür zu erreichen, dass die Krankheit langfristig in der gegebenen Population ausstirbt (siehe auch: die Mathematik der Impfungen). In einfachen Modellen wird die Herdenimmunität erreicht, wenn im Fall von {\displaystyle R_{0}>1} ein Anteil von {\displaystyle \left(1-{\frac {1}{R_{0}}}\right)} der Bevölkerung immunisiert ist.

## Berechnung der Basisreproduktionszahl
Die Basisreproduktionszahl kann für ein einfaches Infektionsmodell weiter aufgeschlüsselt werden:
{\displaystyle R_{0}=\kappa \cdot q\cdot D}
mit {\textstyle \kappa }, der mittleren Anzahl der Kontakte eines Infizierten pro Zeitspanne, {\textstyle D}, der mittleren Dauer der Infektiosität und {\textstyle q}, der Wahrscheinlichkeit der Infektion bei Kontakt.
Zu Beginn der AIDS-Epidemie wurde diese Formel auch auf die Ausbreitung von HIV in der allgemeinen Bevölkerung, in der das Virus nur durch sexuellen Kontakt in beidseitig treuen Partnerschaften übertragen wird, angewendet. Daraus wurde geschlossen, dass schon fünf Partnerschaften im ganzen Leben genug wären, um eine HIV-Epidemie in der allgemeinen Bevölkerung zu generieren. Aber bald erkannte man, dass die lange Inkubationszeit von Aids erfordert, dass die Lebensdauer (ohne Aids) und die Alterspräferenz bei der Partnerwahl in die Berechnung von R0 eingehen. R0 ist umso kleiner, je kleiner der mittlere Altersunterschied zwischen den Partnern ist. Bei strikter Präferenz für Gleichaltrige wäre jedes Glied einer Infektionskette älter als das vorausgehende Glied, und jede Kette würde abbrechen, sobald ein bestimmtes Alter erreicht ist oder der Tod aus anderer Ursache eintritt.
Für weitere mathematische Hintergründe und Modelle siehe:
- Mathematische Modellierung der Epidemiologie
  - SI-Modell (Ansteckung ohne Gesundung)
  - SIS-Modell (Ausbreitung von ansteckenden Krankheiten ohne Immunitätsbildung)
  - SIR-Modell (Ausbreitung von ansteckenden Krankheiten mit Immunitätsbildung)
  - SEIR-Modell (Ausbreitung von ansteckenden Krankheiten mit Immunitätsbildung, bei denen Infizierte nicht sofort infektiös sind)

Aus den Modellen können Schätzer für {\displaystyle R_{0}} gewonnen werden. Betrachtet man zum Beispiel das SIR-Modell mit anfänglich exponentiellem Wachstum der Infizierten (Wachstumsexponent {\displaystyle r={\frac {\ln 2}{t_{\rm {d}}}}} mit der Verdopplungszeit {\displaystyle t_{\rm {d}}}), hat man die Gleichung:
{\displaystyle {\frac {\mathrm {d} I}{\mathrm {d} t}}=\beta {\frac {SI}{N}}-\gamma I=r\cdot I}
wobei {\displaystyle S\approx N} für den Beginn der Epidemie gesetzt werden kann, und damit den Schätzer:
{\displaystyle R_{0}={\frac {\beta }{\gamma }}=1+{\frac {r}{\gamma }}=1+{\frac {\ln 2}{\gamma \cdot t_{\rm {d}}}}}
Dabei ist {\displaystyle {\frac {1}{\gamma }}} die mittlere Zeit, in der ein Infizierter ansteckend ist.
Ein anderer Schätzer für {\displaystyle R_{0}} geht von der Generationszeit {\displaystyle T_{\rm {G}}} aus:
{\displaystyle R_{0}^{\frac {t}{T_{\rm {G}}}}=e^{r\cdot t}}
was auf den Schätzer
{\displaystyle R_{0}=e^{r\cdot T_{\rm {G}}}}
führt, für kleine {\displaystyle r\cdot T_{\rm {G}}} kann das durch {\displaystyle R_{0}\approx 1+r\cdot T_{\rm {G}}} genähert werden.
Schätzungen von {\displaystyle R_{0}}, bei denen die Generationszeit keine Konstante ist, sondern einer Verteilungsfunktion gehorcht, gehen von der Euler-Lotka-Gleichung aus, die einen Zusammenhang zwischen der Basisreproduktionszahl und der Wachstumsrate liefert.
Für komplizierter Modelle ist die Berechnung von {\displaystyle R_{0}} schwieriger. In verallgemeinerten SIR Modellen, in denen die Bevölkerung nicht als homogen angenommen wird (beispielsweise in altersstrukturierten Modellen), lässt sich {\displaystyle R_{0}} als größter Eigenwert der „Next Generation Matrix“ berechnen.
Diese Matrix ist das deterministische Analogon zur Matrix der ersten Momente in Modellen, die die Theorie der Galton-Watson-Prozesse mit mehreren Typen anwenden.

## Nettoreproduktionszahl
Die Nettoreproduktionszahl wird von der Basisreproduktionszahl abgeleitet und gibt an, wie viele Menschen ein Infizierter durchschnittlich ansteckt, wenn ein gewisser Teil der Bevölkerung immun ist oder bestimmte Maßnahmen im Rahmen einer verordneten Massenquarantäne getroffen wurden, die zur Eindämmung dienen sollen. Andere Bezeichnungen für die Nettoreproduktionszahl {\displaystyle R} sind die Nettoreproduktionszahl zu einer bestimmten Zeit {\displaystyle R_{t}} sowie die effektive Reproduktionszahl {\displaystyle R_{\rm {eff}}}, die an die englische Bezeichnung effective reproduction number angelehnt ist. Werden keine Kontrollmaßnahmen ergriffen, ist {\textstyle R_{\rm {eff}}=R_{0}\cdot {\frac {S}{N}}}, wobei {\textstyle S} die Anzahl „suszeptibler“ (für Ansteckung empfänglicher) Personen ist und {\textstyle N} die Gesamtzahl der Personen einer Population; {\textstyle {\frac {S}{N}}} ist also die Wahrscheinlichkeit, bei einem Kontakt auf eine infizierbare Person zu treffen. Mit Kontrollmaßnahmen – etwa Hygiene- und Distanzierungsmaßnahmen zur Verringerung der Übertragungsrate pro Kontakt, einer Verringerung der Zahl und Dauer der Kontakte und/oder der Begrenzung der Interaktionen auf kleinere Gruppen – nimmt die effektive Reproduktionszahl weiter ab.
Da oft Teile der Bevölkerung immun gegen eine Krankheit sind, während deren Ausbreitung wirksame Gegenmaßnahmen ergriffen werden, oder wenn nachträglich eine Immunität gegen die Krankheit entwickelt wird, gewinnt die Nettoreproduktionszahl im Verlauf einer Ausbreitung immer größere Bedeutung. Das Ziel von Eindämmungsmaßnahmen ist es im Regelfall, die Nettoreproduktionszahl unter 1 zu drücken. Denn erst, wenn die Nettoreproduktionszahl kleiner als 1 ist, sinkt die Zahl der Infizierten und die Erkrankung verschwindet irgendwann gänzlich.

### Nettoreproduktionszahl am Beispiel der COVID-19-Pandemie in Deutschland
Für die Schätzung der Reproduktionszahlen werden unterschiedliche Schätzer verwendet. Als Beispiel sei das Vorgehen des Robert Koch-Instituts (RKI) bei der COVID-19-Pandemie in Deutschland im März und April 2020 ausgeführt. Dabei handelt es sich um gemittelte Zahlen für ganz Deutschland, bei großen regionalen Unterschieden. Ausgangspunkt sind die dem RKI aufgrund der Meldepflicht übermittelten Fälle von Neuerkrankungen pro Tag. Daraus wird unter Berücksichtigung von Diagnose-, Melde- und Übermittlungsverzug eine Korrektur erstellt (Nowcasting), die die Fallzahlen nach den Tagen des Krankheitsbeginns schätzt. Die Generationszeit wurde vom RKI auf 4 Tage geschätzt (wird eine Verteilung für die Generationszeit genommen, sind die Formeln etwas komplizierter). In einer Generationszeit ändert sich die Zahl der Neuinfektionen um den Faktor R (Reproduktionsfaktor); R wird als Quotient der Neuinfektionen in zwei aufeinanderfolgenden Zeitabschnitten von jeweils 4 Tagen bestimmt. Da die Werte der letzten drei Tage noch nicht endgültig sind (Nachmeldungen, Korrekturen u. Ä.), werden vom RKI laut Mitteilung im Mai 2020 diese drei letzten Tage für die R-Berechnung nicht verwendet. Einem Zeitpunkt wird daher ein R zugeordnet, das aus dem Verlauf der acht Tage ermittelt wurde, die vier bis elf Tage zurückliegen (die Tage 1 bis 3 vor dem jeweiligen Tag bleiben also außer Betracht, berechnet wird der Quotient aus der Summe der Zahlen der Tage 4 bis 7 vor dem aktuellen Tag durch die Summe der Zahlen der Tage 8 bis 11). Der aktuelle R-Wert gibt damit eine Information über die Erkrankungen (Krankheitsbeginn), die im Mittel sieben Tage zurückliegen. Das zugehörige Infektionsgeschehen liegt außerdem noch eine Inkubationszeit zurück (bei COVID-19 sind das im Mittel 5 Tage). Der vom RKI veröffentlichte R-Wert lag in Deutschland Anfang März 2020 etwas über 2, hatte sein Maximum von etwa 3,5 um den 10. März 2020 und fiel danach. Um den 20. März 2020 erreichte R einen Wert unter 1 und hielt sich danach bei etwa 0,9 (mit kurzzeitigem Anstieg über 1,0). Am 16. April 2020 wurde ein Minimum von 0,7 erreicht; der Wert stieg aber wieder auf 1,0 (27. April) bis 0,9 und fiel am 29./30. April 2020 auf 0,75; bei der Beurteilung ist das übliche Schwanken statistischer Werte zu berücksichtigen.

## Beispielwerte für verschiedene Infektionskrankheiten
Beispielwerte für die Basisreproduktionszahl sind bei Pocken und Poliomyelitis 6, bei Masern 15, bei Diphtherie 7, bei Keuchhusten 14. Bei der Grippepandemie von 1918 wurde die Basisreproduktionszahl auf 2 bis 3 geschätzt. Die Basisreproduktionszahl des Wildtyps von COVID-19 wird (vor dem Inkrafttreten der Gegenmaßnahmen) vom Robert Koch-Institut mit 3,3 bis 3,8 angegeben. Der WHO-China Joint Mission Report gab die Basisreproduktionszahl für China – also als noch keine Maßnahmen wie Ausgangssperre ergriffen wurden – mit 2 bis 2,5 an. Die CDC schätzten sie im April 2020 deutlich höher ein, nämlich auf 5,7 (95 %-KI 3,8–8,9). (siehe auch Basisreproduktionszahl von COVID-19).
Die folgende Tabelle gibt einen Überblick über die Basisreproduktionszahlen einiger Infektionskrankheiten und Pandemien. Die Werte variieren dabei zum Teil erheblich, Gründe dafür sind einerseits die betrachtete Bevölkerung, z. B. mit ihrer individuellen Impfungsgeschichte oder ihren Maßnahmen gegen die Ausbreitung der Krankheit wie Ausgangssperren oder räumliche Distanzierung, andererseits Unsicherheiten im historischen Rückblick.
| Krankheit                   | Infektionsweg       | R0           |
| --------------------------- | ------------------- | ------------ |
| Masern                      | Tröpfchen/Aerosole  | 12–18        |
| Windpocken                  | Tröpfchen/Aerosole  | 10–12        |
| COVID-19, Variante BA.1     | Tröpfchen/Aerosole  | 9,5          |
| COVID-19, Variante Delta    | Tröpfchen/Aerosole  | fast 7       |
| Polio                       | fäkal-oral          | 5–7          |
| Röteln                      | Tröpfchen/Aerosole  | 5–7          |
| Mumps                       | Tröpfchen/Aerosole  | 4–7          |
| Keuchhusten                 | Tröpfchen/Aerosole  | 5,5, 14      |
| Pocken                      | Tröpfchen/Aerosole  | 3,5–6        |
| COVID-19, Ursprungsvariante | Tröpfchen/Aerosole  | 2,9          |
| SARS                        | Tröpfchen/Aerosole  | 2–5          |
| Erkältung                   | Tröpfchen/Aerosole  | 2–3          |
| Diphtherie                  | Speichel            | 1,7–4,3      |
| Spanische Grippe (1918)     | Tröpfchen/Aerosole  | 1,4–2,0, 2–3 |
| Ebola (2014–2016)           | Körperflüssigkeiten | 1,5–2,5      |
| Schweinegrippe (H1N1)       | Tröpfchen/Aerosole  | 1,4–1,6      |
| Influenza                   | Tröpfchen/Aerosole  | 0,9–2,1      |
| MERS                        | Tröpfchen/Aerosole  | 0,3–0,8      |